# Nudo borromeo

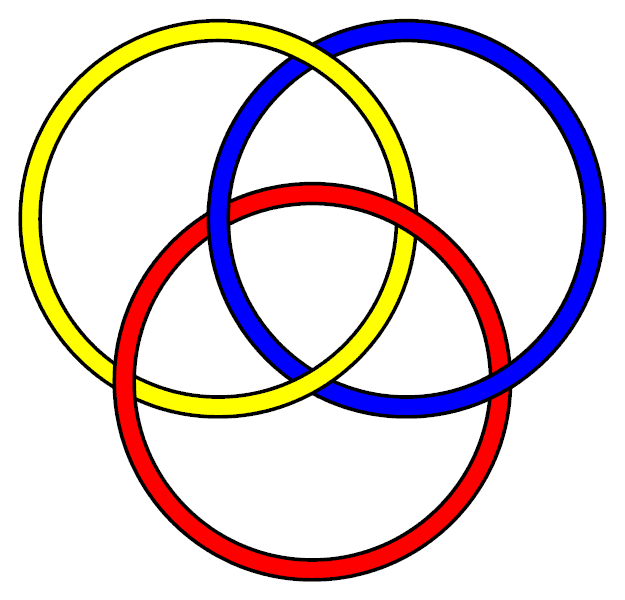
Nudo borromeo.

Se llama nudo borromeo o nudo Borromi al constituido por tres aros enlazados de tal forma que, al separar uno cualquiera de los tres, se liberan los otros dos. Pero estrictamente hablando es un enlace.
Por esta característica resulta interesante para la topología combinatoria y para la Teoría de nudos. La denominación tiene origen en que la familia nobiliaria italiana apellidada Borromi [cita requerida]adoptó los tres círculos unidos en un nudo como principal emblema heráldico de su blasón.
Suele representárselo como tres aros o anillos (flexibles no rígidos) parcialmente entrelazados que se intersecan de tal manera que al separar uno de los anillos quedan libres los otros dos, es decir los anillos no están enlazados por pares. Las superficies que describen estos anillos forman una zona central de intersección, tal como si se tratara de un diagrama de Venn. 
La propiedad de que al cortar uno de los anillos se liberan los restantes permite crear nudos borromeos de cuatro o más anillos.
Representado con tres lazos circulares de iguales dimensiones ha sido utilizado por la cristiandad —al igual que el triángulo equilátero— como alegoría de la Santísima Trinidad.
En psicoanálisis, a partir de la enseñanza de Lacan se utiliza el nudo borromeo para indicar la estructura que forman los tres registros del ser hablante, tal como se presentan en la experiencia analítica: el registro de Lo Real, el registro de Lo Imaginario y el registro de Lo Simbólico, cuyo triple enlace define el objeto a, «causa del deseo». Introducido con otra función en el Seminario 19 de Lacan (1971-1972), el nudo borromeo pasa a ocupar un lugar central en la formalización de la estructura dos años después. Su relevancia clínica, comprobada en el Seminario 23 (1975-76) para el caso de James Joyce,[cita requerida] se generalizará un año más tarde por medio de un nudo de cuatro lazos que, a los tres registros, agregará el sinthome.